# Příbram na Moravě
Příbram na Moravě là một làng thuộc huyện Brno-venkov, vùng Jihomoravský, Cộng hòa Séc.